# نورسلطان مامایف
نورسلطان مامایف (انگلیسی: Nursultan Mamayev؛ زادهٔ ۲۷ ژوئن ۱۹۹۳) تکواندوکار اهل قزاقستان است.